# Les Terres balafrées
 (février 2024).
Si vous disposez d'ouvrages ou d'articles de référence ou si vous connaissez des sites web de qualité traitant du thème abordé ici, merci de compléter l'article en donnant les références utiles à sa vérifiabilité et en les liant à la section « Notes et références ».
Les Terres balafrées (Scarred Lands) est un décor de campagne créé par les studios Sword and Sorcery (en) (une branche de l'éditeur White Wolf spécialisée dans les produits utilisant le D20 system) pour la 3e édition de Donjons et Dragons. Cette gamme fut éditée en France par Hexagonal.
C'est un univers d’heroic fantasy, fortement inspiré de la mythologie grecque.

## L'histoire
Le cadre prend place dans le monde Scarn, dans une ère post-apocalyptique où le monde entier se remet d'une guerre atroce entre les Dieux et les Titans, qui s'acheva il y a 150 ans et laissa les terres dévastées.
Dans le besoin de se débarrasser des dangereux et capricieux Titans, les Dieux – les enfants des Titans – décidèrent de s'unir contre leurs parents.
Cependant, l'essence des Titans est inséparablement liée au monde de Scarn, puisqu'ils sont les créateurs de ce monde, et les Dieux ne purent qu'immobiliser leurs parents au lieu de les détruire.
Taillés en pièces ou enchainés, les Titans mis à terre incitent les fidèles des Titans à ressusciter leurs maîtres et les races divines à continuer leur combat contre les abominations titanides.